# Myosotis explanata
Myosotis explanata är en strävbladig växtart som beskrevs av Thomas Frederic Cheeseman. Myosotis explanata ingår i släktet förgätmigejer, och familjen strävbladiga växter. Inga underarter finns listade i Catalogue of Life.